# 赤崁東街日式宿舍
赤崁東街日式宿舍為台南市中西區的日式宿舍，戰後作為警察宿舍使用，2016年登錄為台南市歷史建築，2021完成修復，2023年8月由日出集團經營的「明治町冰淇淋」開幕。

## 歷史
此宿舍為一層樓的木造四連棟建築，在日治時期的地址為台南市明治町三丁目95番地，早期由臺南地方法院雇員和臺灣總督府殖產局特聘人員使用，直到1934年，才由臺南州內務部或警務部的職員使用。在二戰後由臺南市政府接管的資料顯示，此宿舍使用的單位為「台南州警民協會」，而在接收後一直作為警察宿舍使用，直到最後的住戶在2004年搬出後才閒置。後來因有蚊蟲以及遊民佔住等問題，臺南市政府警察局原擬將其拆除，但由於其為附近少數留存的日式宿舍，且大致保留原有風貌，在2016年1月的文化資產審議中被列為歷史建築「白金町日式宿舍」。另外，在後續的調查發現此建物並非坐落在白金町，故在2019年10月改稱「赤崁東街日式宿舍」。

## 建築
赤崁東街日式宿舍的空間、構法、形式大致保留原貌，前院與建物後半部皆有增建建物，而屋內隔間至今皆已改動，非原始日式格局。此建築東北側（忠義路與成功路口）曾設有明治町派出所，而建築西側過去亦有警察使用的日式宿舍，二戰後因都市計畫開闢道路而被部分拆除，東側的銀行日式宿舍則在近代被拆除改為停車場。

## 日治時期住戶
- 藤本正義：1934年
- 土井一男：1938年前後
- 高橋正男：1938年前後
- 千葉胤雄：1938年前後
- 藤田隆二：1938年前後
- 系永玉藏：1939年
- 木本久夫：1941年
- 梶園秋義：1942年
- 鹽川伊之吉：1944年
- 西和義：1944年
- 岩間勝之助：1944年
- 吳慶和：1945年
- 林懋焜：1945年[2]

## 照片

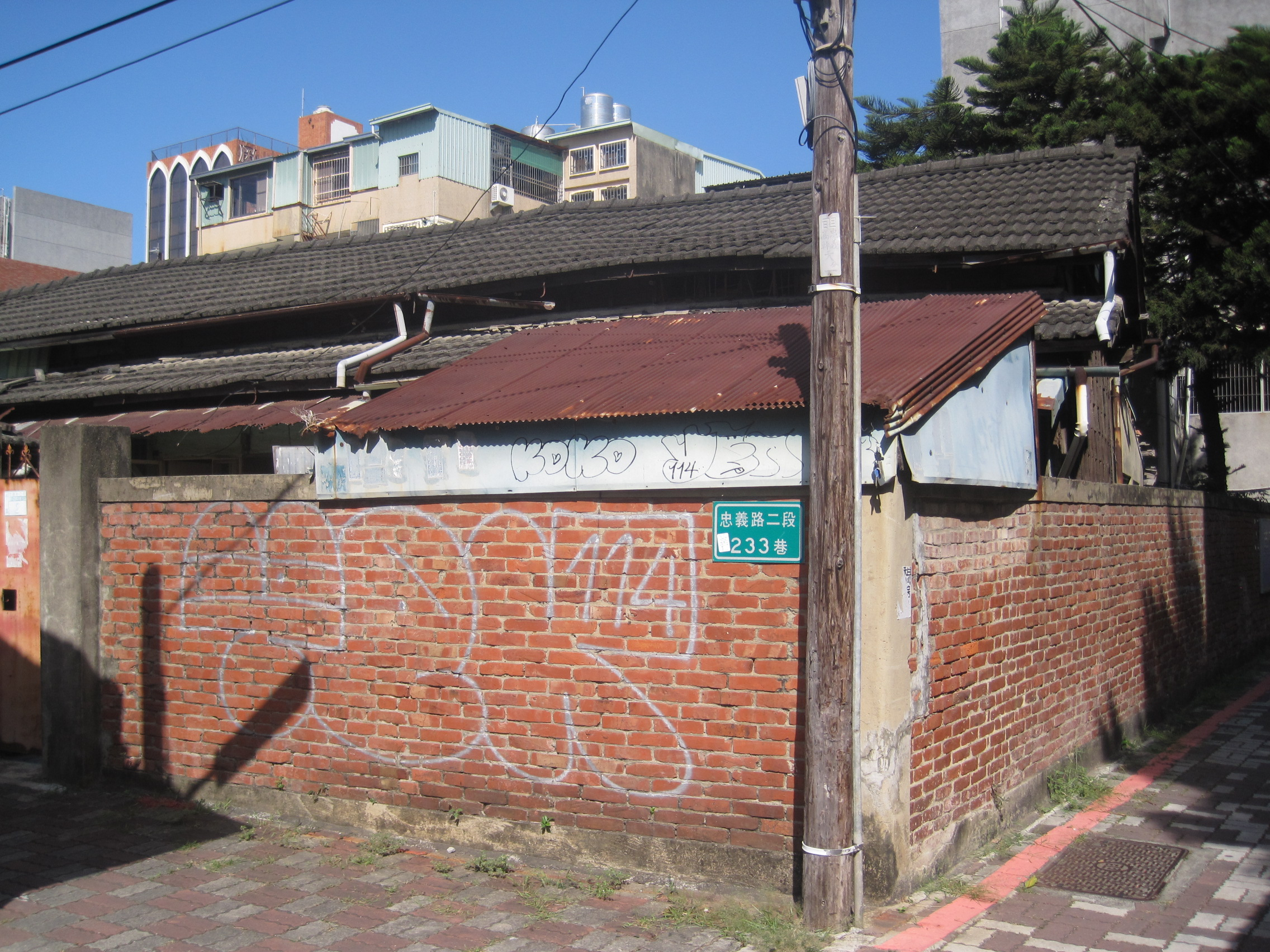
整修前外觀
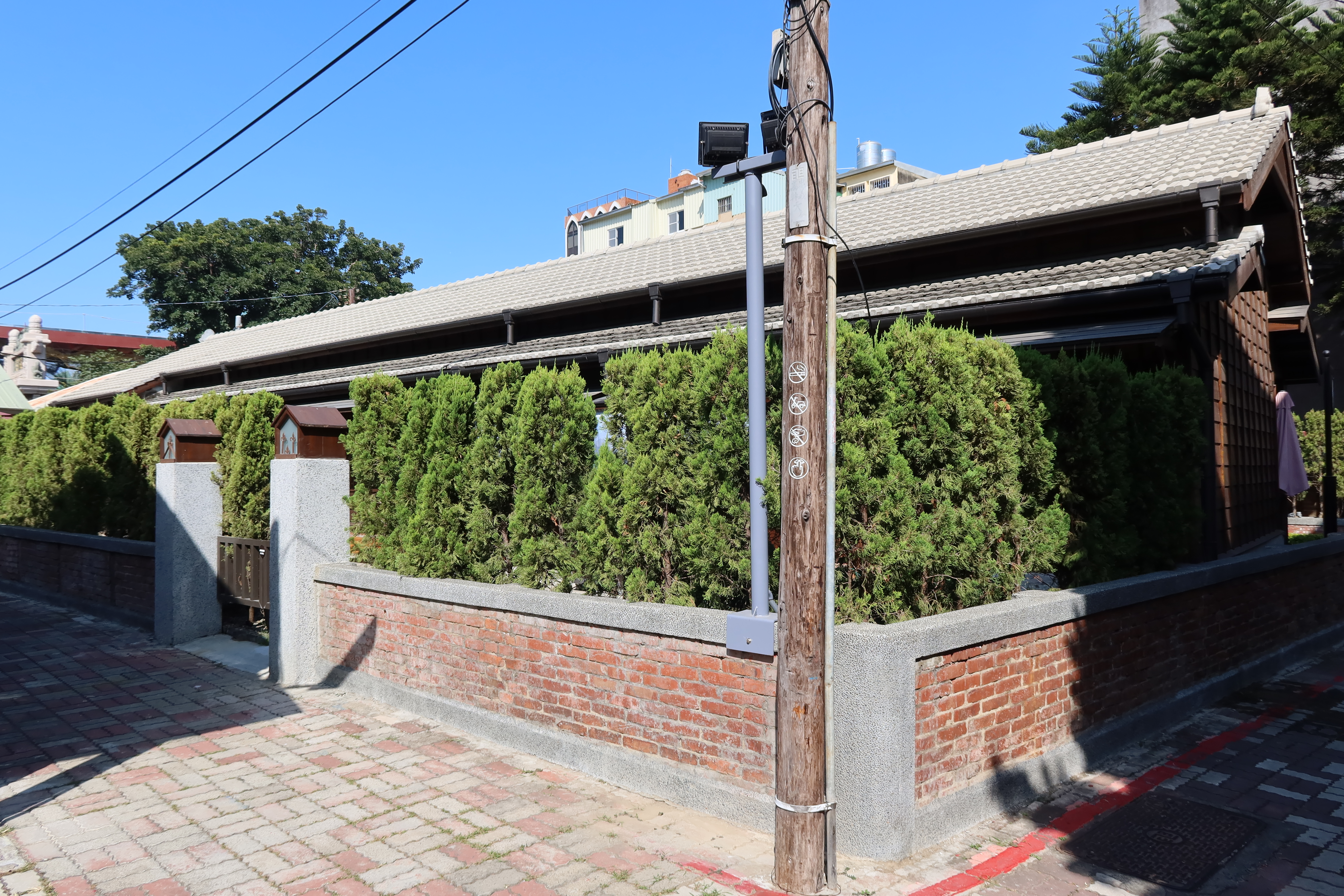
整修後外觀
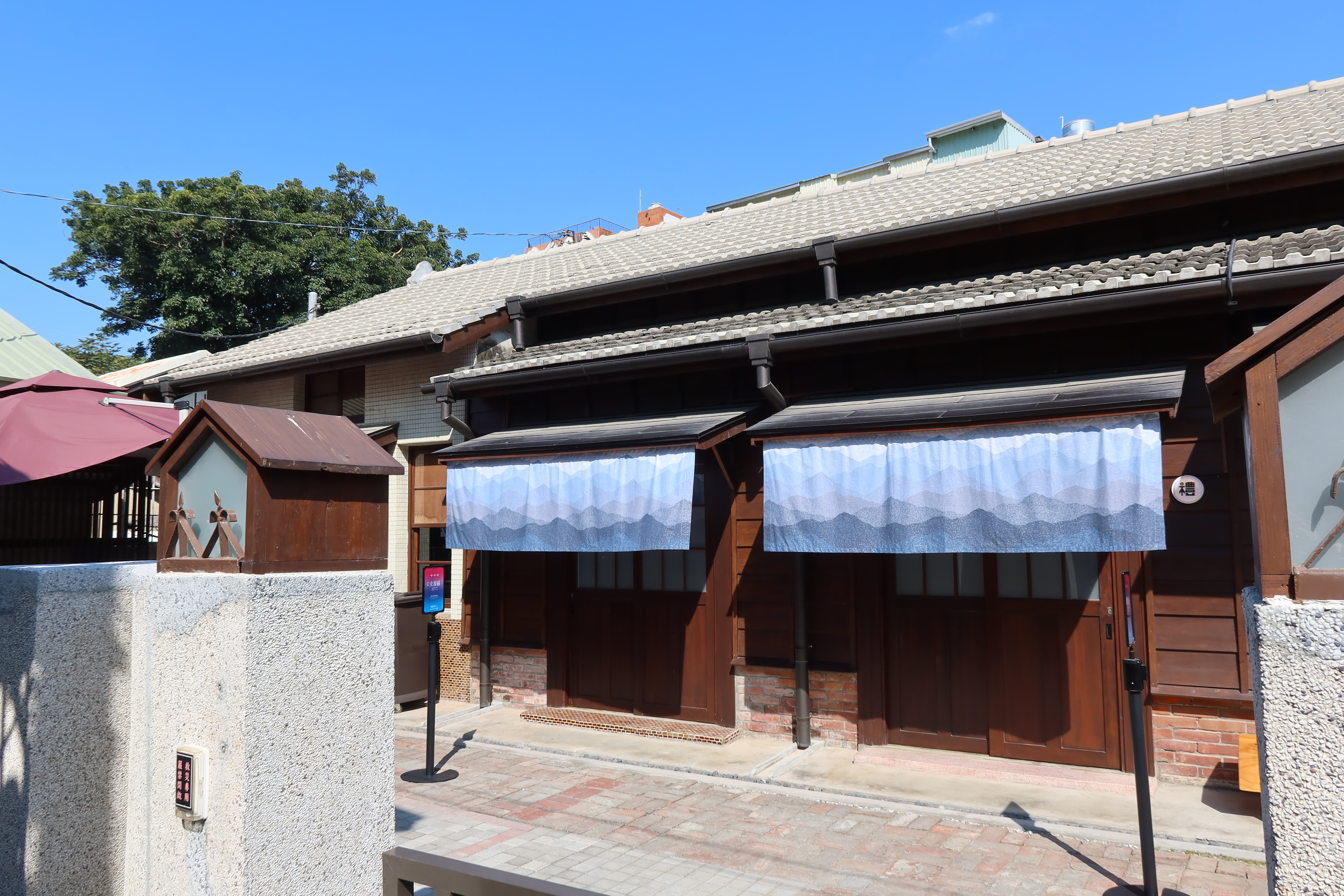
其他角度

## 附近
其坐落於赤崁文化園區的範圍內，周遭有許多文化資產和景點。
- 開基靈祐宮
- 成功國小（明治公學校）
- 赤崁樓
- 鴨母寮市場（東市場明治町分市場）